# Прощавай назавжди
«Прощавай назавжди» (англ. Always Goodbye) — американська комедійна драма режисера Сіднея Ленфілда 1938 року.

## Сюжет
Це зворушлива розповідь, яка починається з трагедій і суворих реалій життя, в якому Марго повинна відмовитися від своєї дитини. Після того, як її наречений гине, Марго в розпачі йде до мосту, готова покінчити з життям. Її зупиняє Джим Говард, лікар, який подорожує по світу без певної мети. Через деякий час у неї народжується син, а оскільки вона не має ні імені, ні будинку, ні грошей, щоб виховувати дитину, Марго погоджується віддати дитину на усиновлення в сім'ю друзів Джима, з умовою, що дитина ніколи не дізнається, хто є його справжньою матір'ю.
Життя триває, і вона приходить до висновку, що існування треба заповнити кар'єрою і, можливо, новою любов'ю, але є деякі несподівані вигини і повороти в її долі, які чекають попереду. Джим влаштовує її модисткою до свого знайомого Герріета Мартін і знову їде в далекі краї. Вони знову зустрічаються тільки через п'ять років, коли Марго вже стає респектабельною жінкою. І тут сюжет й інтрига починають закручуватися. Марго повинна поїхати в Париж, щоб закупити партію нових моделей для магазину, але в цей же час вона хоче, щоб і Джим нарешті осів і став тим, ким він насправді є — ученим, а не лікарем-волоцюгою.
У Парижі вона знайомиться з легковажним ловеласом графом Джованні Корінні, який відчайдушно волочиться за нею. І на свою біду, в готелі вона знайомиться зі своїм п'ятирічним синочком Роді та його батьком Філом, який до цього часу став вдівцем. Вдома її переконує Джим, що вона не має права бачитися ні з Роді, ні з Філом, оскільки раніше вступила в угоду, яку вона не має права порушувати. Може вона, згнітивши серце, і змирилася б з таким станом речей, але доля знову розпоряджається по-своєму і їй належить зробити нелегкий вибір.

## У ролях
- Барбара Стенвік — Марго Вестон
- Герберт Маршалл — Джим Говард
- Ієн Гантер — Філіп Маршалл
- Сесар Ромеро — граф Джованні «Джино» Корін
- Лінн Барі — Джессіка Рід
- Бінні Барнс — Герріета Мартін
- Джонні Расселл — Родді Вестон Маршалл
- Мері Форбс — тітка Марта Маршалл
- Альберт Конті — Модистка Бенуа
- Марсель Кордей — медсестра Родді
- Франклін Пенгборн — продавець велосипедів
- Бен Велден — водій таксі
- Едді Конрад — перукар